# Ava DuVernay
Ava Marie DuVernay (Los Ángeles, California, 24 de agosto de 1972) es directora, guionista, productora y actriz estadounidense. En 2012 ganó el premio a la mejor dirección en el Festival de Cine de Sundance con su segunda película Middle of Nowhere, siendo la primera mujer afroamericana en obtener ese galardón. Con Selma (película), es también la primera directora de cine afroamericana en ser nominada al premio Óscar a la mejor película.

## Carrera cinematográfica
Durante sus estudios superiores, DuVernay se interesó en la producción de informativos. Fue becaria en CBS News y trabajó en los informativos nacionales de tarde con Connie Chung y Dan Rather durante el juicio por asesinato de O.J. Simpson. Desencantada del periodismo, pasó a la publicidad.

### Relaciones Públicas
Tras graduarse, trabajó para un pequeño estudio como publicista júnior. DuVernay estuvo en FOX, Savoy Pictures y otras agencias de relaciones públicas antes de formar la suya propia, La Agencia DuVernay, luego conocida como DVA Media + Marketing, en 1999. La firma de publicidad y relaciones públicas galardonada con varios premios ha trabajado en la estrategia de más de 100 proyectos de cine y televisión para directores como Steven Spielberg, Clint Eastwood, Michael Mann, Robert Rodríguez, Kevin Smith, Bill Condon, Raoul Peck y Gurinder Chadha.

### Cine
En 2008, DuVernay hizo su debut en la dirección de cine con el documental This is the Life, una historia sobre el movimiento artístico alrededor del Good Life Café de Los Ángeles. DuVernay ha dicho que mientras intentaba reunir fondos para un largometraje, "los documentales eran algo que podía hacer por poco dinero, y sentía que mientras pudiera encontrar la verdad en historias que estaba narrando como documentales, podía autoformarme en cine mientras los filmaba".
En 2011 se estrenó la primera película de ficción de DuVernay, I Will Follow, un drama interpretado por Salli Richardson-Whitfield. La inspiración para DuVernay fue su tía Denise Sexton. "Como los personajes en la película, Duvernay y su tía se mudaron a una casa en la playa cuando Sexton fue diagnosticada con un cáncer. DuVernay pasó dos años cuidando a su tía y haciendo sus meses finales tan felices como pudo". DuVernay terminó la película en 15 días con su propio dinero: DuVernay "mantuvo el coste por debajo de $50.000 trabajando en una sola localización". Roger Ebert alabó la película diciendo: "I Will Follow es una de las mejores películas que he visto sobre enfrentarse a la muerte de un ser amado". I Will Follow estuvo en la selección oficial de los festivales AFI Fest, Pan-African Film Festival, Urbanworld y Chicago International Film Festival.
En el verano de 2011, Duvernay comenzó la producción de su segundo largometraje, Middle of Nowhere. La película fue adquirida por AFRM y la productora Participant Media en el Festival de Cine de Sundance donde participón en la Competición U.S. Dramatic y consiguió el Premio a la Mejor Dirección para DuVernay, la primera mujer afroamericana en ganarlo. DuVernay también ganó el Premio John Cassavetes por su trabajo en la película.
ESPN encargó a DuVernay producir y dirigir Venus Vs., un documental sobre la lucha de Venus Williams para la igualdad de retribución de los premios para su serie de películas Nine for IX, que se emitió el 2 de julio de 2013.
En 2016 estrenó su documental 13th (o Enmienda XIII) sobre el vínculo entre la esclavitud y el encarcelamiento masivo.

### Selma
DuVernay dirigió y coescribió Selma, una película con un presupuesto de veinte millones de dólares producida por Plan B Entertainment sobre Martin Luther King Jr., Lyndon B. Johnson y la Marcha de Selma a Montgomery de 1965. La película se estrenó el 25 de diciembre de 2014.
Hay una importante controversia sobre Selma y la forma en cómo se presentan en la película las acciones de Lyndon B. Johnson. El exasesor de Johnson en política interna Joseph A. Califano Jr. ha criticado a DuVernay por ignorar y falsificar la historia, en particular por sugerir que Johnson apoyó a regañadientes los esfuerzos de King y que hizo que el FBI lo investigara.
En diciembre de 2014, en un encuentro de preguntas y respuestas moderado por Gay Talese, DuVernay defendió su visión, diciendo "Pienso que cada cual ve la historia a través de su propia lente, y no me molesta que nadie quiera ver lo que quiera ver. Esto es lo que veo. Esto es lo que vemos. Y eso debería ser válido. No voy a discutir la historia; podría, pero no lo haré". Para la película Ava reescribió la mayor parte del guion original del guionista Paul Webb con un mayor énfasis en King y la gente de Selma como figuras centrales. "El guion era sobre LBJ/King, pero originalmente mucho más inclinado a Johnson. Yo no estaba interesada en hacer una película sobre el hombre blanco salvador. Estaba interesada en hacer una película centrada en la gente de Selma." En respuesta a las críticas de los historiadores y de los medios que la acusaron de reescribir la historia irresponsablemente para mostrar sus propios objetivos, DuVernay señaló que la película "no es un documental. Yo no soy una historiadora. Soy un narradora de historias".
DuVernay ha manifestado su frustración por la polémica: "Y por el hecho de que esto se reducirá —realmente de lo que se trata es de reducir— a un punto de vista de un pequeño grupo de personas a quienes no les gusta algo, es lamentable, porque esta película es una celebración de la gente, una celebración de las personas que se reunieron para levantar sus voces: negros, blancos, todos, todas las clases, nacionalidades, religiones, para hacer algo increíble".
La película fue nominada a Mejor Película y Mejor Canción, pero no a mejor director, por los Premios Óscar de 2014. El Premio a la Mejor Canción Original fue para Gloria de Selma. DuVernay declaró que no esperaba ser nominada por lo que la omisión en realidad no le molestaba, y tampoco porque el actor David Oyelowo no fuera nominado. En cuanto a la cuestión de la diversidad racial de premios, señaló que los obstáculos para las personas de color en los Premios de la Academia eran sistémicos.

### Proyectos futuros
En 2013 anunció el desarrollo de un largometraje de ficción titulado Parte del Cielo en Compton.
En 2015, se anunció que DuVernay iba a escribir, producir y dirigir su próximo proyecto, que se centrará en los aspectos "sociales y ambientales" del Huracán Katrina. David Oyelowo, de Selma, será parte del proyecto. La película será "un largometraje de ficción que narra una historia de amor radical y un complejo misterio de asesinato con el trasfondo del devastador huracán de 2005". Se basa en la novela de J. Eric Un lugar en el Cielo, con la participación asimismo de Leonardo DiCaprio.
En 2018, firmó un contrato con Warner para la adaptación cinematográfica de la historieta de Jack Kirby, Los Nuevos Dioses.

### Televisión
DuVernay dirigió el episodio 3.08 de Scandal titulado Vermont es para los amantes, también.
En 2015, DuVernay creó y fue productora ejecutiva junto a Oprah Winfrey de la serie dramática, Queen Sugar, que se emitirá en el canal de televisión Oprah Winfrey Network. DuVernay también es productora ejecutiva y directora del drama piloto de derechos civiles de CBS For Justice, protagonizado por Anika Noni Rose.

### Otros trabajos
- En 2010, DuVernay dirigió varios documentales musicales, incluyendo My Mic Sounds Nice para BET Networks y el Festival de Música Essence 2010 para TV One.
- En 2013, se asoció con Miu Miu como parte de campaña publicitaria Cuentos de mujeres.[37] Su cortometraje The Door estuvo protagonizado por la actriz Gabrielle Union y reunió a DuVernay con Emayatzy Corinealdi, que trabajó en Middle of Nowhere. La película se presentó posteriormente en el 70 Festival Internacional de Cine de Venecia.[38]
- En agosto de 2013, DuVernay lanzó un segundo cortometraje a través de Vimeo titulado Di Sí.[39] La película fue patrocinada por la marca de cosméticos Fashion Fair y estuvo protagonizada por Kali Hawk y Lance Gross, con la participación como extras de Julie Dash, Victoria Mahoney, Lorraine Toussaint e Issa Rae.

## Distribución cinematográfica
El 7 de enero de 2011, un artículo titulado "Construyendo una alianza para la Ayuda a Películas por Negros" de Michael Cieply fue publicado en The New York Times sobre el esfuerzo de DuVernay para organizar festivales de cine afroamericanos y estrenos cinematográficos para películas negras independientes, el African-American Film Festival Releasing Movement (AFFRM), que ha publicado las siguientes películas:
- Marzo 2011: I Will Follow de DuVernay.
  - Recaudó un media de $11.563 por pantalla, y ampliado de cinco pantallas en cinco ciudades a 22 pantallas en 15 ciudades después de su primer fin de semana.
- Diciembre 2011: Kinyarwanda.
  - 2011 Ganadora del Premio del Público en Sundance.
- Abril 2012: Restless City por Andrew Dosunmu.
  - 2011 Selección Oficial de Sundance.
- Octubre 2012: Middle of Nowhere de DuVernay.
  - Ganadora del Festival de Cine de Sundance 2012 a la Mejor Dirección.
- 2013: Better Mus' Come de Storm Saulter y Big Words de Neil Drumming.
- 2014: El documental sobre el derrame de petróleo de BP Vanishing Perlas por Nailah Jefferson.

## Estilo e influencias artísticas
DuVernay ha citado a Haile Gerima, Julie Dash y Charles Burnett como sus influencias como cineasta. DuVernay dice que pertenece a lo que ella llama "'una pequeña hermandad de mujeres' de mujeres cineastas negras, que son parte de otra hermandad americana modesta: directoras de cualquier color". "La idea no es dar a las mujeres el poder. La idea es que las mujeres tomen el poder," ha dicho DuVernay. "Trato de trabajar desde un lugar sin permiso. No estoy trabajando en una forma basada en permisos. Yo animo a todos a encontrar nuestro propio camino y no esperar".
Sobre cómo se convirtió en cineasta: "Yo era publicista de cine, por lo que representaba a una gran cantidad de cineastas y siempre estaba alrededor de ellos, y me puse a pensar "Son gente normal, como yo, con ideas. Yo tengo ideas". Así es, literalmente, cómo empecé. Definitivamente fue un cambio de carrera. No hice mi primer corto hasta que tuve 32 años. Fue un poco intimidante llegando tan tarde, todas estos jovencitos sabelotodo recién salidos de la escuela de cine, yo no podía hacer nada de eso. Pero empecé a reconocer que al estar realmente tan cerca de grandes cineastas y verlos directamente en los rodajes y las experiencias que yo tenía, aunque diferentes de la escuela de cine, eran muy valiosas. Aprendí simplemente estando cerca. Complementé esto con algo de estudio muy intencional y práctica -usando una cámara- y simplemente empecé a hacerlo".
Sobre ser una directora de cine negra: "Algunos cineastas negros dirán:" Yo no quiero ser considerada una directora de cine negro, soy una cineasta. 'No creo eso. Soy una mujer cineasta negra. Igual que Una separación es de un cineasta masculino iraní y su película es a través de esa lente, mis películas son a través de mi lente, y creo que es valioso y bueno y digno de ser visto para todos. Así que no tengo ningún problema con esto. Me gusta hablar de todos las increíbles cineastas independientes negros que están en la escena, hay un buen número que están haciendo un gran trabajo. Y me encanta hablar sobre los temas que tratamos como mujeres cineastas, porque hay tantos, el drástico descenso de las mujeres que hacen su segunda película a su tercera película, que se reduce a un 50 por ciento. Las cineastas mujeres, después de la segunda [película], desaparecen la mitad. Eso realmente me sorprendió. Es algo de lo que tenemos que ser conscientes como mujeres, críticos, y periodistas y actores y directores. Así que, sí, creo que vale la pena hablar".
Sobre Roger Ebert: Cuando tenía 8 o 9 años, su tía la llevó a los ensayos para los Oscar donde vio a Ebert, quien se acercó a ella mientras ella gritaba, "pulgar arriba, pulgar para arriba". Ava consiguió una foto con Ebert ese día. DuVernay dijo que "la revisión de Ebert de I Will Follow realmente llegó al corazón de lo que yo estaba tratando de articular. Me tocó tanto que le envié una foto de los Oscar." Ebert escribió una entrada de blog en homenaje a su tía y la tía de DuVernay.

## Vida personal

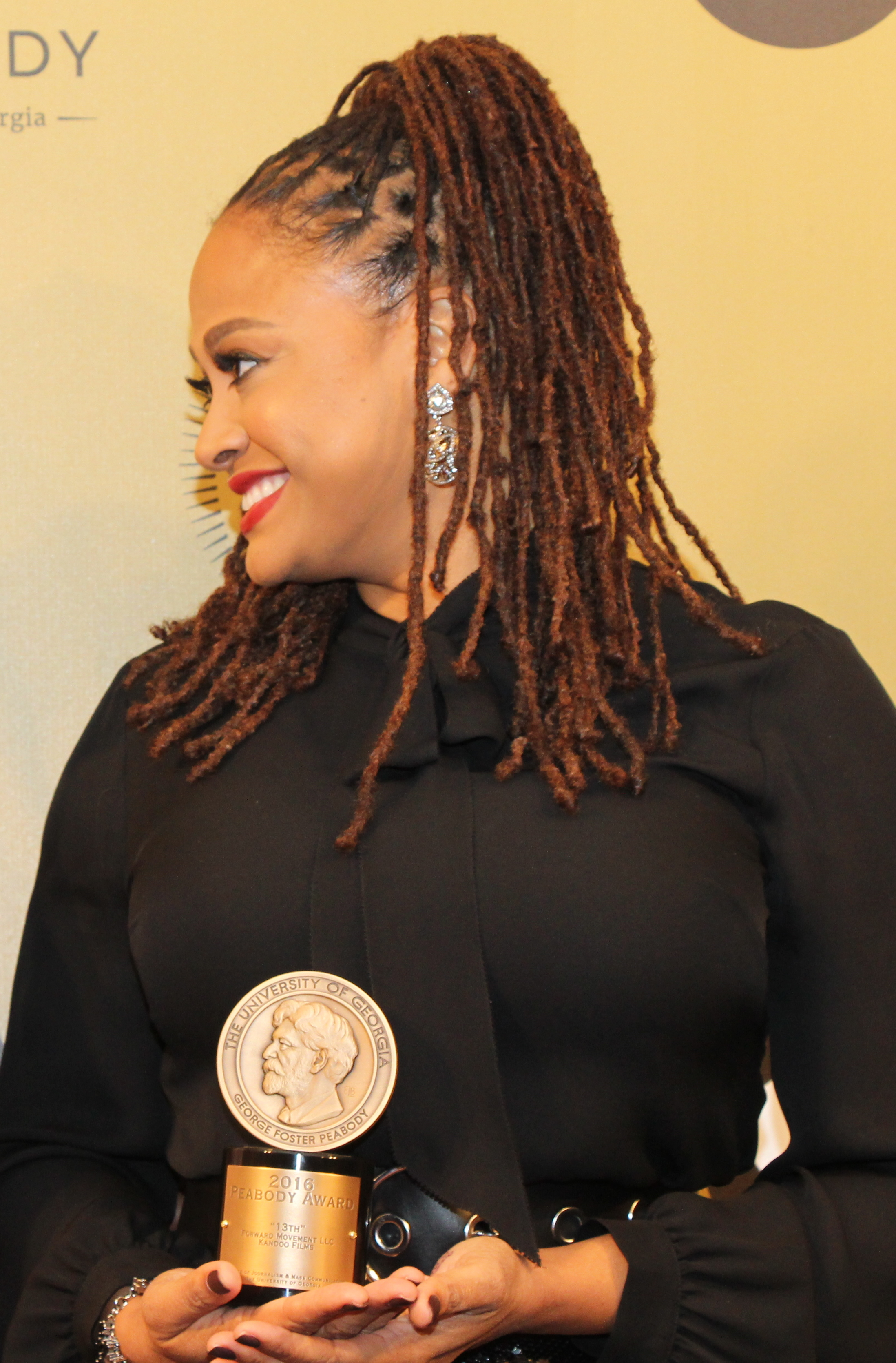
Lupita Nyong'o y Ava DuVernay posan con un premio durante la 76.ª Ceremonia Anual de Premios Peabody en Cipriani, Wall Street el 20 de mayo de 2017 en la ciudad de Nueva York.

DuVernay reside en Los Ángeles (California). Es miembro honorario de Alpha Kappa Alpha.

## Filmografía[48]
| Año  | Película                              | Papel                                                   | Notas |
| ---- | ------------------------------------- | ------------------------------------------------------- | --- |
| 2023 | Origin                                | Directora, guionista y productora                       | |
| 2019 | When They See Us                      | Directora, coescritora, creadora y productora ejecutiva | Miniserie |
| 2018 | A Wrinkle in Time                     | Directora                                               | |
| 2016 | Enmienda XIII                         | Guionista y directora                                   | |
| 2016 | Queen Sugar                           | Creadora, productora ejecutiva, guionista y directora   | |
| 2014 | Selma                                 | Directora/coescritora                                   | Críticos de Cine AfroAmericanos Premio al Mejor Director Premio Críticos de Cine Negro al Mejor Director Pendiente–Premios Black Reel por Mejor Director Pendiente–Premio Independent Spirit al Mejor Director Pendiente–Premio Satellite al Mejor Director Nominada–Premios Dallas–Fort Worth Film Critics Association 2014 al Mejor Director Nominada–Globo de Oro al Mejor Director Nominada–Premio de la Crítica Cinematográfica al Mejor Director Nominada–Premio NAACP Image a Película Independiente Destacada Nominada–Sociedad de Críticos de Cine Online por Mejor Dirección Nominada–Premio de la Asociación de Críticos de Cine del Área de Washington D. C. a Mejor Director |
| 2013 | Scandal                               | Directora                                               | Episodio: "Vermont también es para los amantes" |
| 2013 | Di sí a Fashion Fair                  | Directora/escritora                                     | Corto patrocinado |
| 2013 | Venus Vs.                             | Directora/escritora                                     | Documental para televisión |
| 2013 | La puerta para Prada                  | Directora/escritora                                     | Corto patrocinado |
| 2012 | Middle of Nowhere                     | Directora/escritora                                     | Premio a la Dirección Festival Sundance 2012 |
| 2011 | I Will Follow                         | Directora/escritora                                     | Película de ficción |
| 2010 | My Mic Sounds Nice                    | Directora/productora ejecutiva                          | Documental para televisión |
| 2010 | Festival Musical Essence Festival '10 | Directora/escritora                                     | Documental para televisión |
| 2010 | Faith Through the Storm               | Directora/escritora                                     | Documental para televisión |
| 2008 | Esto es la vida                       | Directora/productora                                    | Documental |
| 2007 | Compton en Do menor                   | Directora/productora                                    | Corto documental |
| 2006 | Saturday Night Life                   | Directora/escritora                                     | Corto de ficción |

## Premios y nominaciones
- En junio de 2013, fue invitada a ambas secciones, escritores y directores de la Academia de Artes y Ciencias Cinematográficas.[49] DuVernay fue la segunda mujer negra, tras Kasi Lemmons, invitada a la sección de directores.
- Duvernay se convirtió en el ganador inaugural del Premio Affinity Heineken del Instituto de Cine de Tribeca, recibiendo un premio de 20 000 dólares estadounidenses y apoyo industrial para proyectos futuros. DuVernay donó todo el dinero al colectivo de cine negro de autor conocido como AFFRM.[50]